# Айхенбах
Айхенбах (нем. Eichenbach) — община в Германии, в земле Рейнланд-Пфальц. 
Входит в состав района Арвайлер. Подчиняется управлению Аденау.  Население составляет 60 человек (на 31 декабря 2010 года). Занимает площадь 5,02 км².